# Notturno op. 48 n. 2 (Chopin)
Il Notturno op. 48 n. 2 in Fa diesis minore è una composizione per pianoforte di Fryderyk Chopin scritta nel 1841.

## Storia
Chopin compose il secondo Notturno dell'op. 48 mentre si trovava a Nohant nell'autunno del 1841, terminandolo nella prima metà del mese di ottobre; egli scrisse infatti all'amico Julian Fontana a Parigi una lettera in cui lo avvertiva che gli avrebbe spedito entro due giorni alcune opere appena terminate fra cui i due Notturni, affinché li copiasse e li affidasse all'editore per essere pubblicati
A causa dell'inusuale formulazione del Notturno in Do minore e del suo aspetto grandioso e drammatico, questa seconda opera è stata spesso sottovalutata dai critici e dagli studiosi che spesso l'hanno trovata di poco interesse, particolarmente nella parte centrale ritenuta una pura digressione o un semplice e lungo inciso; l'opera è invece tra le più particolari e degne di attenzione in tutta la serie dei Notturni, concepita e realizzata in maniera totalmente diversa dall'op. 48 n. 1 Il critico Maurice Bourges, dopo aver ascoltato Chopin suonare questo Notturno durante un concerto, disse: «Un movimento lento, poche note...ma attenzione, niente è più pericoloso di questa apparente semplicità. Qui ogni nota deve essere resa con intelligenza, deve svelare un senso, un'espressione intima»  rimarcando la particolarità del Notturno, in particolare la novità della parte centrale da altri così criticata.

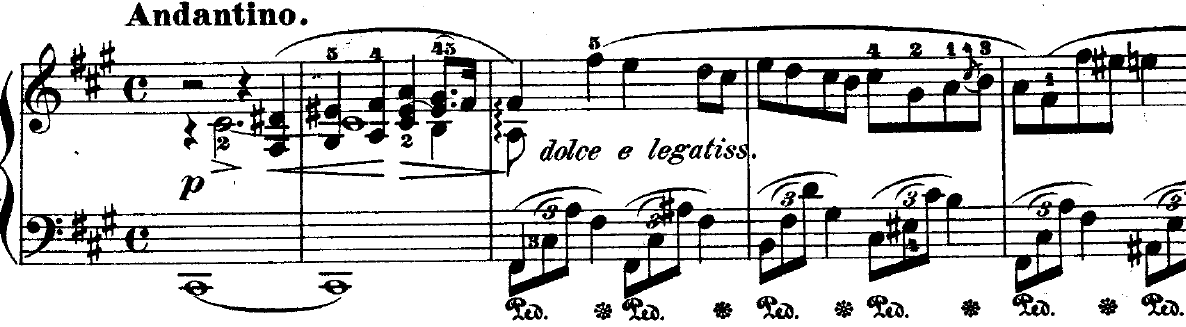
Battute iniziali del Notturno in Fa diesis minore

## Analisi
Dopo una brevissima introduzione di sole due battute, l'opera propone una melodia cantabile di grande atmosfera che sembra  dare «l'impressione di durare per sempre»; il tema dolce, ininterrotto, scorre impercettibilmente da una frase all'altra con grande fluidità. Completamente diversa è la sezione centrale che si nota immediatamente per una mutazione di tonalità, un inaspettato Re bemolle maggiore, e per il tempo che diventa 3/4. Il brano è costruito con una serie di molte cellule melodiche sempre diversificate, a volte variate, a volte ripetute, ora ascendenti ora discendenti; anche l'espressività muta a più riprese realizzando momenti evocativi di grande intensità. L'atmosfera del Notturno è come se si frantumasse in frasi melodiche brevissime che sembrano quasi sussistere per niente altro che per sé stesse. Nella Ripresa la melodia scorrevole dell'inizio riprende, ma non uguale, più breve e accentuata da intensi accordi. Segue una Coda di notevole lunghezza basata in parte su una scala cromatica discendente, arricchita da fioriture, che porta quindi a un'altra scala, ora ascendente, che deve esser suonata con grande leggerezza; il brano si chiude nella rasserenante tonalità di Fa diesis maggiore.